# Его прощальный поклон
«Его проща́льный покло́н» (англ. His Last Bow) — сборник из восьми детективных рассказов Артура Конан Дойля, выпущенный в 1917 году (в британском издании, в отличие от американского, 7 рассказов: «Картонная коробка» перенесена в сборник «Воспоминания Шерлока Холмса»), включает рассказы, публиковавшиеся в периодике в 1908 — 1913 гг., а также рассказ «Его прощальный поклон», написанный в 1917 году. Сборник составлен самим автором. 
В журнальных публикациях цикл назывался «Reminiscences of Sherlock Holmes» (англ.: "Реминисценции Шерлока Холмса").

## Рассказы
| № | Рассказ                                                 | Оригинальное название                       | Время действия                                    | Синопсис | Примечание |
| - | ------------------------------------------------------- | ------------------------------------------- | ------------------------------------------------- | --- | --- |
| 1 | «В Сиреневой Сторожке» / «Происшествие в Вистерия-Лодж» | The Adventure of Wisteria Lodge             | Конец марта 1892                                  | Добропорядочный англичанин, приглашённый в гости к некоему мистеру Гарсиа, утром обнаруживает, что все обитатели дома исчезли, а вскоре неподалёку находят труп хозяина                                                          | |
| 2 | «Картонная коробка»                                     | The Adventure of the Cardboard Box          | Август, предположительно 1889                     | Женщина получает коробку с отрезанными человеческими ушами. Полиция считает это шуткой её бывших постояльцев — студентов-медиков (месть за изгнание с квартиры), но Холмс убеждён, что дело гораздо серьёзнее                    | Первоначально входил в сборник «Воспоминания Шерлока Холмса», в британском издании, в отличие от американского, там и публикуется до сих пор |
| 3 | «Алое кольцо»                                           | The Adventure of the Red Circle             | Предположительно 1902                             | Квартирная хозяйка сообщает Холмсу про своего загадочного жильца. В результате расследования Холмс выходит на след итало-американской мафии «Алое кольцо»                                                                        | |
| 4 | «Чертежи Брюса-Партингтона»                             | The Adventure of the Bruce-Partington Plans | Ноябрь 1895                                       | На путях метро находят мёртвого клерка, в карманах которого обнаружены документы, составляющие государственную тайну. Майкрофт Холмс просит брата заняться поисками чертежей клерка, так как дело имеет государственную важность | |
| 5 | «Шерлок Холмс при смерти»                               | The Adventure of the Dying Detective        | Ноябрь 1890 — «второй год семейной жизни» Ватсона | Шерлок Холмс заболевает смертельной лихорадкой с Суматры и просит Ватсона привести специалиста по этой болезни, с которым Холмс враждует 10 лет                                                                                  | Сыщик притворяется смертельно больным ради того, чтобы поймать преступника |
| 6 | «Исчезновение леди Фрэнсис Карфэкс»                     | The Disappearance of Lady Frances Carfax    | Предположительно 1901                             | Аристократка исчезает в Швейцарии. Её следы обнаруживают у вернувшегося в Англию миссионера | Редчайший пример рассказа, в котором герои покидают Англию. Ватсон едет в Лозанну, Баден и Монпелье. Несмотря на предпринятые Холмсом незаконные силовые действия, преступникам удаётся скрыться                                                               |
| 7 | «Дьяволова нога»                                        | The Adventure of the Devil’s Foot           | Март 1897                                         | Холмс отдыхает на корнуэлльском побережье у Маунтс-Бей, когда там случается происшествие: в запертом доме два брата сходят с ума, а сестра умирает прямо за столом                                                               | Холмс не выдал преступника |
| 8 | «Его прощальный поклон»                                 | His Last Bow                                | Август 1914                                       | Канун Первой мировой войны. Немецкий шпион перед отъездом собирается встретиться со своим лучшим агентом | Один из двух рассказов, где ведётся повествование от третьего лица. Первоначально этот рассказ не входил в данный сборник, который назывался Reminiscences of Sherlock Holmes. После написания и добавления в сборник при переиздании рассказ был переименован |